# Офаким
Офаким (ивр. אופקים‎) — город в южной части Израиля в 24 км к западу от Беэр-Шевы.
Название города в переводе с иврита означает «горизонты» (в данном случае имеется в виду, что освоение пустыни Негев откроет перед Израилем новые горизонты). Офаким был основан в 1955 году в рамках программы освоения и заселения северной части пустыни Негев.

## Население
Первыми его жителями стали репатриировавшиеся в то время евреи из стран Северной Африки (главным образом Марокко и, в меньшей степени, Туниса), а также выходцы из Ирана и Ирака. В 1990-2000 годах в Офакиме поселилось порядка 10-12 тысяч выходцев из бывшего СССР, в результате чего население Офакима удвоилось и достигло 23 тысяч человек. В Офакиме проживает также небольшая (порядка одной тысячи человек) община ультрарелигиозных евреев (так называемых «харедим»), выходцев из США.
В 2001 году Офаким получил статус города (согласно израильскому законодательству, населённому пункту, численность населения которого превысила 20 тысяч человек, присваивается статус города).

## Социальная сфера
Система просвещения Офакима включает 40 детских садов, 7 начальных школ, где учится 3 тыс. детей, 1000 школьников учатся в двух средних школах. Жизненный уровень — из самых низких в стране.

## Население
По данным Центрального статистического бюро Израиля, население на начало 2020 года составляло 30 662 человека.
Среднемесячная заработная плата работника в течение 2019 года составила 6462 шекеля (в среднем по стране: 9745 шекелей).

## Спорт
Один из 14 центров Израиля по теннису находится в Офакиме. Он открылся в 1990 году и состоит из шести кортов.
В городе есть футбольный стадион.

## Транспорт
В 2015 году в Офакиме открылась железнодорожная станция.
По городу курсируют 5 городских автобусов.